# Verwaltungsgemeinschaft Schernberg
Die Verwaltungsgemeinschaft Schernberg lag im thüringischen Kyffhäuserkreis. In ihr hatten sich sieben Gemeinden zur Erledigung ihrer Verwaltungsgeschäfte zusammengeschlossen. Sitz war Schernberg.

## Gemeinden
- Großberndten
- Hohenebra
- Immenrode
- Kleinberndten
- Schernberg
- Straußberg
- Thalebra

## Geschichte
Die Verwaltungsgemeinschaft wurde am 10. Juni 1992 gegründet. Die Auflösung erfolgte am 31. Dezember 1995. Mit Wirkung zum 1. Januar 1996 wurde aus den Mitgliedsgemeinden die neue Gemeinde Schernberg gebildet, die wiederum am 1. Dezember 2007 in die Stadt Sondershausen eingemeindet wurde.